# Lễ đăng quang của quốc vương Hungary

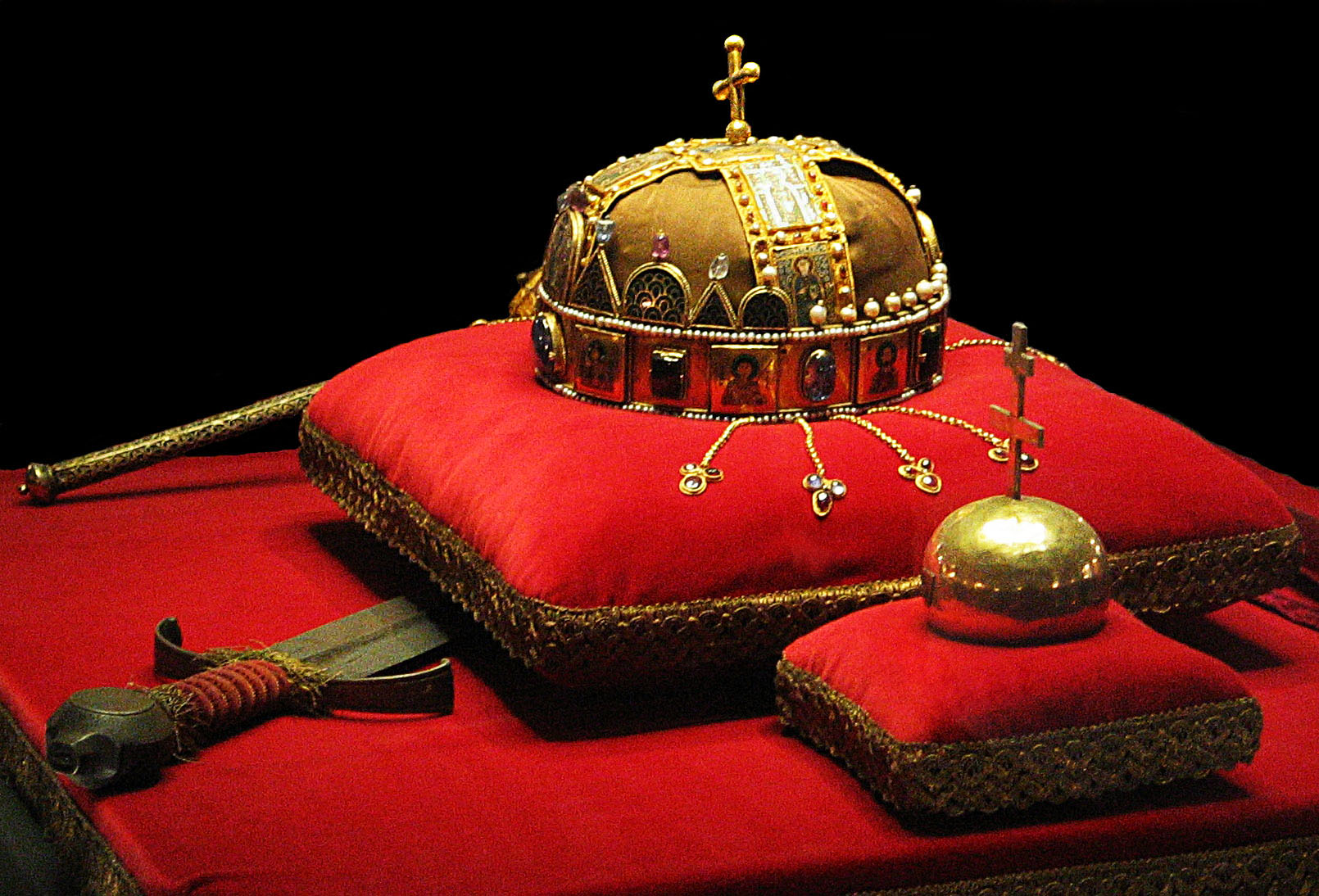
Vương miện Thần thánh của Hungary (Vương miện của Thánh Stephen)

Lễ đăng quang của quốc vương Hungary là một buổi lễ trong đó vua hoặc nữ vương của Vương quốc Hungary được chính thức đăng quang. Nó có điểm tương đồng với các lễ đăng quang ở các nước theo chế độ quân chủ châu Âu khác. Trong khi ở các nước như Pháp và Anh, triều đại của nhà vua bắt đầu ngay sau cái chết của người tiền nhiệm, thì ở Hungary, lễ đăng quang là một nghi thức không thể thiếu: Nếu nó không được thực hiện đúng cách, Vương quốc sẽ trở thành "mồ côi". Tất cả các quốc vương cần được phong làm Vua Hungary để có thể ban hành luật pháp và thực hiện các đặc quyền hoàng gia tại Vương quốc Hungary. Bắt đầu từ Golden Bull năm 1222, tất cả các quốc vương mới của Hungary phải tuyên thệ trong lễ đăng quang. Họ phải đồng ý duy trì các quy định về hiến pháp của đất nước, bảo vệ quyền tự do của thần dân và sự toàn vẹn lãnh thổ của vương quốc.

## Lịch sử

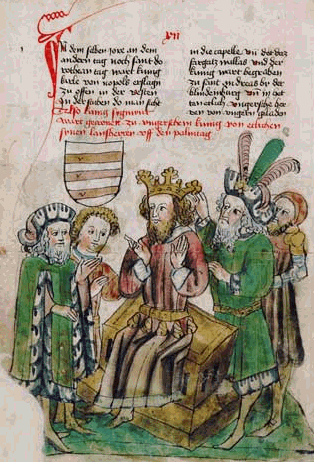
Lễ đăng quang của Vua Sigismund vào ngày 31 tháng 3 năm 1387

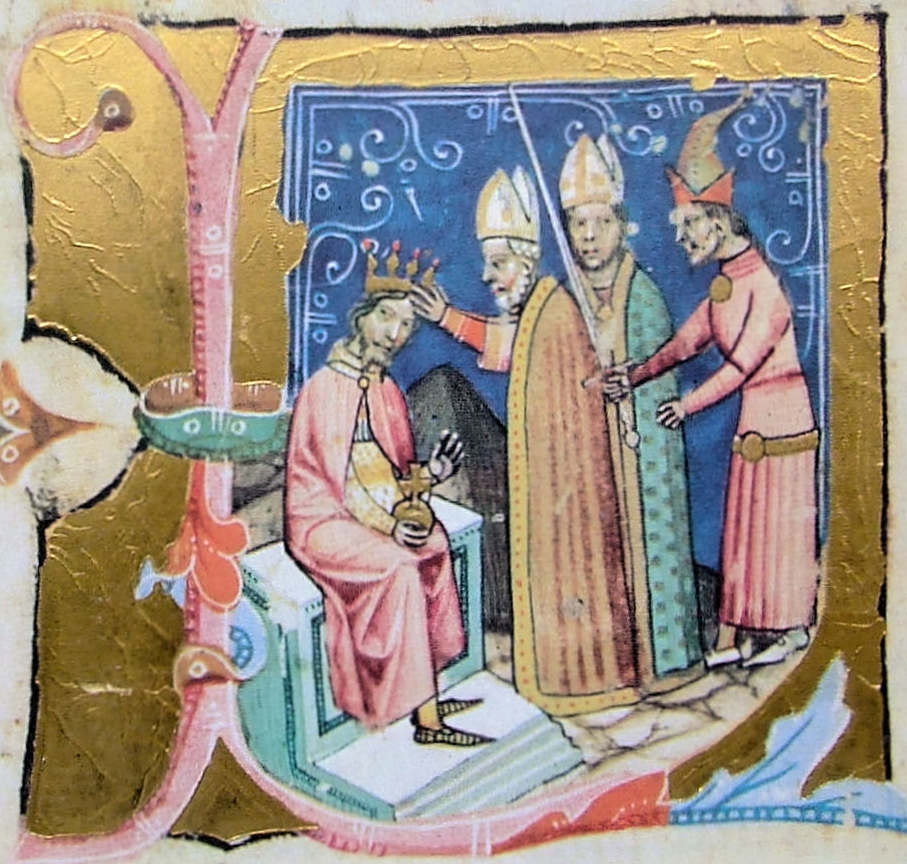
Lễ đăng quang của Vua Stephen III vào tháng 6 năm 1162

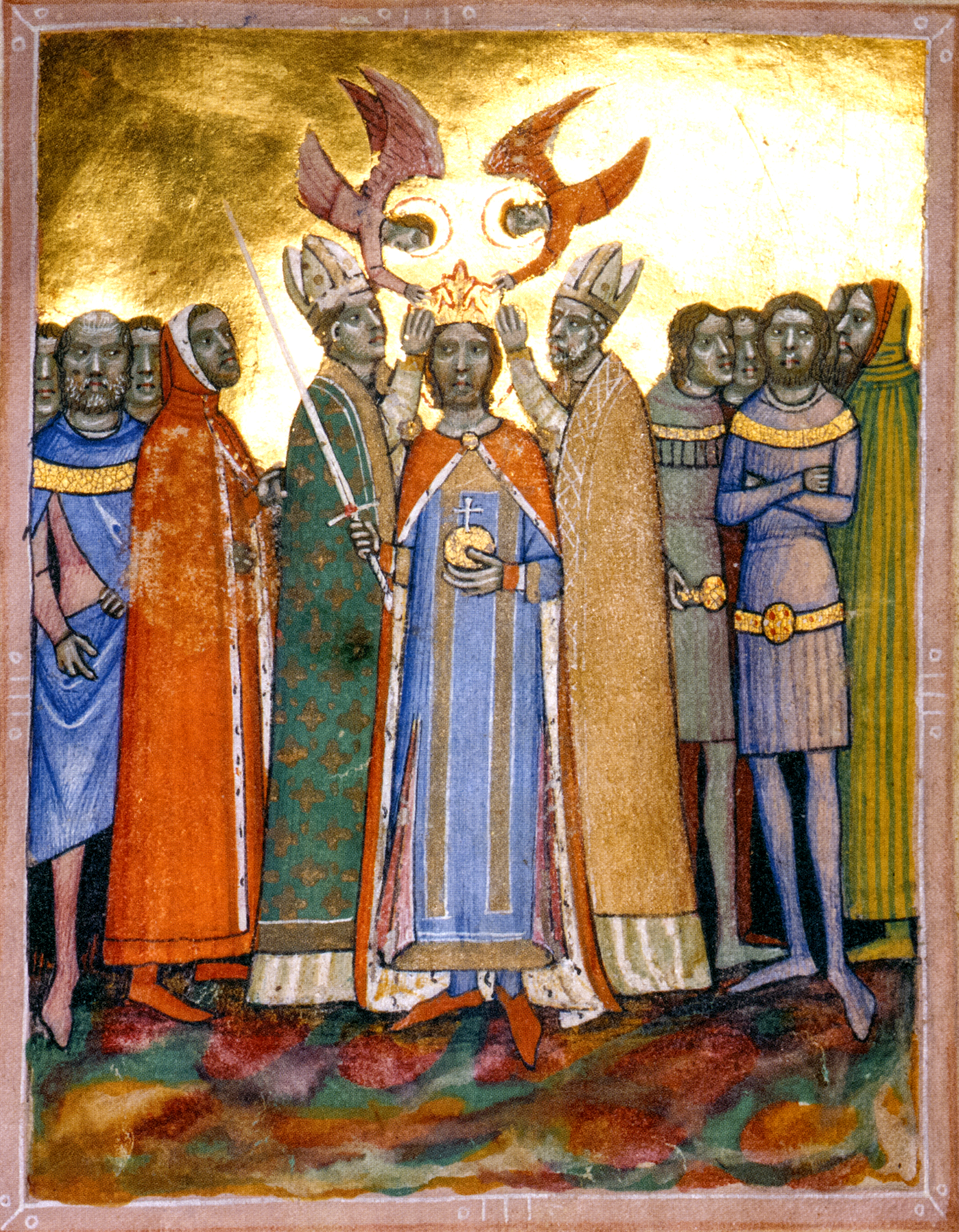
Vua Thánh László I của Hungary được các thiên thần đăng quang. Hình ảnh từ Biên niên sử Pictum vào thế kỷ 14.

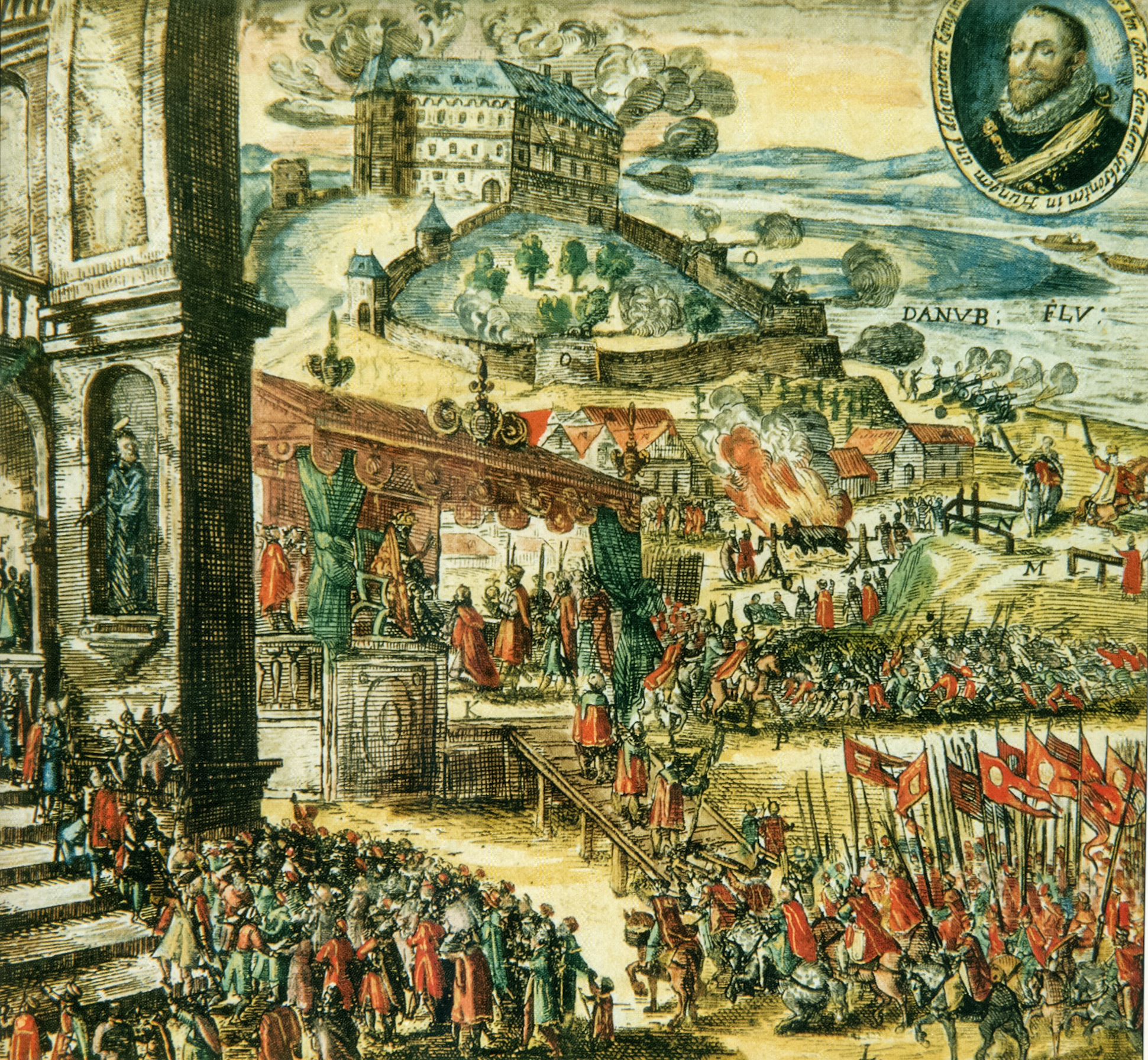
Lễ đăng quang của Matthias II ở Pozsony năm 1608

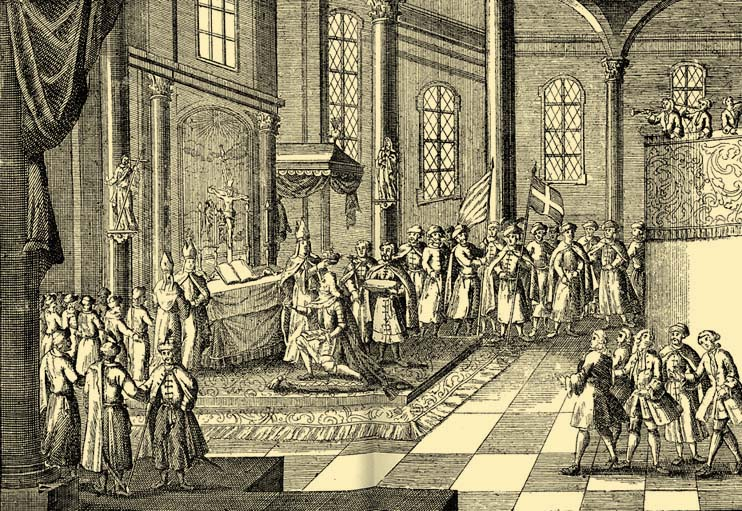
Lễ đăng quang của Vua Charles III ở Pozsony.

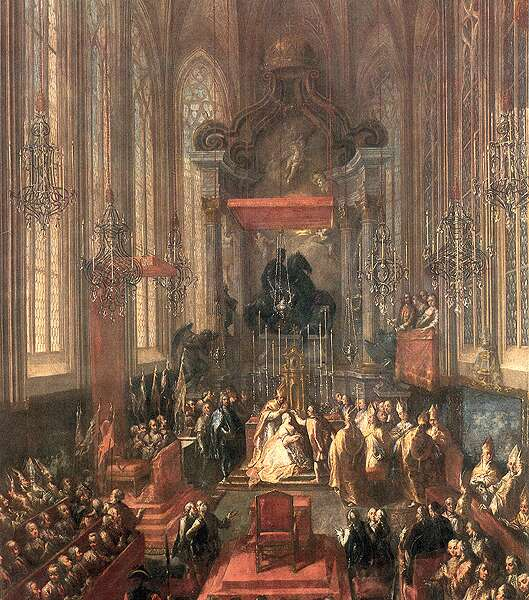
Lễ đăng quang của Nữ vương Maria II Theresa tại Nhà thờ St. Martin vào năm 1741, ở Porzony / Pressburg, nơi tổ chức các lễ đăng quang của Hungary từ năm 1563 đến năm 1830

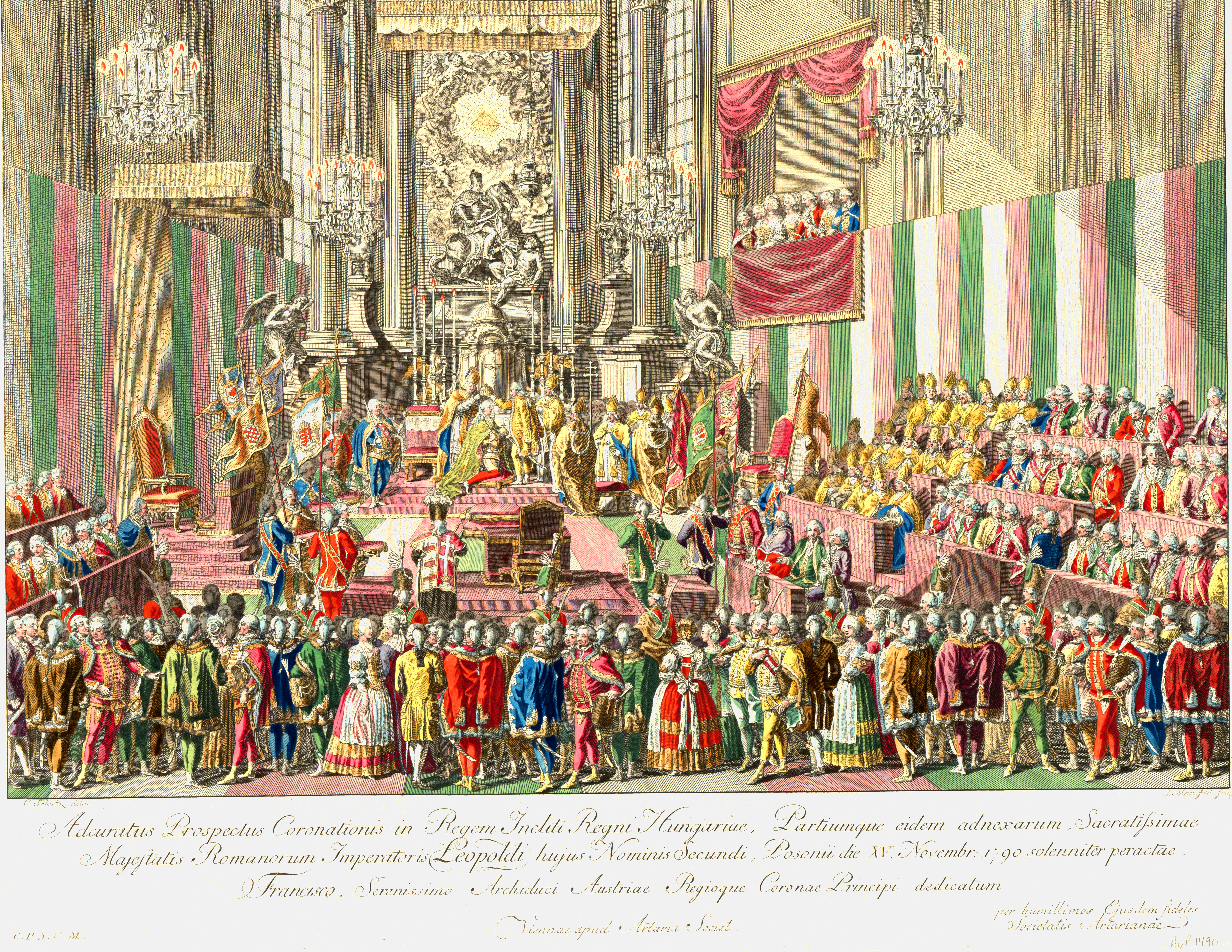
Lễ đăng quang của Leopold II

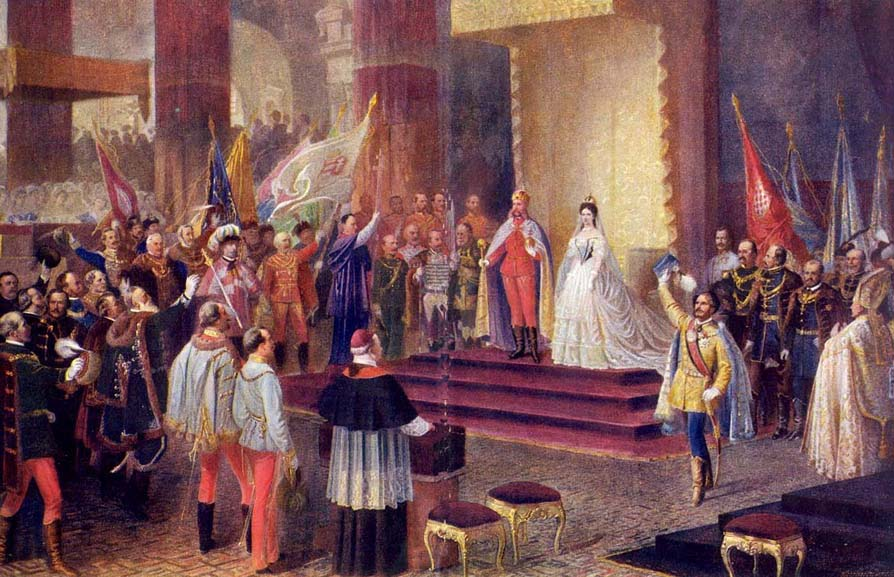
Lễ đăng quang của Vua Franz Joseph I và Hoàng hậu Elisabeth vào ngày 8 tháng 6 năm 1867 tại Nhà thờ Matthias ở Budapest, nơi diễn ra hai lễ đăng quang cuối cùng của Hungary vào năm 1867 và 1916

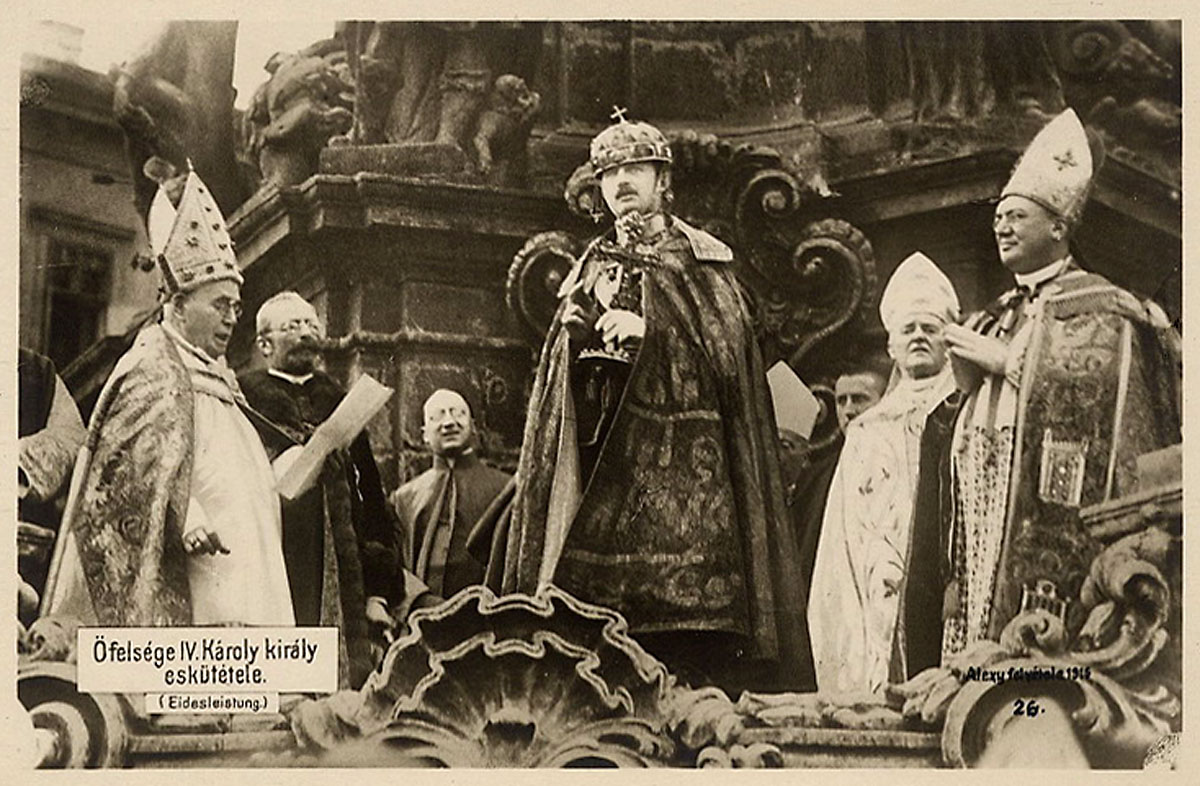
Vua Charles IV, tuyên thệ đăng quang vào ngày 30 tháng 12 năm 1916 khi đứng trên Holy Trinity Column bên ngoài Nhà thờ Matthias

Trong giai đoạn Trung cổ, tất cả các lễ đăng quang của Hungary đều diễn ra tại Székesfehérvár Basilica, nơi chôn cất của người cai trị đầu tiên của Hungary là Thánh István I. Tổng Giám mục của Esztergom sẽ là người xức dầu cho vua hoặc nữ hoàng. Sau đó, Đức Tổng Giám mục tro Vương miện Thần thánh Hungary và áo choàng của Thánh Stephen cho người được xức dầu. Nhà vua được ban cho một vương trượng và một thanh kiếm biểu thị cho sức mạnh quân sự. Khi lên ngôi, vị vua mới đăng quang tuyên thệ cam kết sẽ tôn trọng các quyền của thần dân. Tổng giám mục Esztergom đã ba lần từ chối chủ trì lễ đăng quang; khi chuyện này xảy ra, Đức Tổng Giám mục Kalocsa sẽ là người cử hành thay thế. Các giáo sĩ và thành viên khác của giới quý tộc cũng tham dự, ngoài ra thành phần tham dự còn có đại diện của các quốc gia nước ngoài; hầu hết những người tham gia buổi lễ được yêu cầu mặc đồng phục theo quy định của nghi lễ hoặc mặc áo choàng..
Theo truyền thuyết, vị vua đầu tiên của Hungary, Thánh Stephen I, đăng quang tại Nhà thờ Thánh Adalbert ở Esztergom vào năm 1000. Sau khi qua đời, ông được chôn cất tại Nhà thờ Székesfehérvár do chính ông yêu cầu xây dựng, đây cũng là nơi ông đã chôn cất người con trai của mình là Thánh Emeric. Nhà thờ này đã trở thành nhà thờ đăng quang truyền thống của các quốc vương Hungary tiếp theo bắt đầu từ Peter Orseolo, cháu trai của Thánh Stephen vào năm 1038 cho đến lễ đăng quang của John Zápolya, trước trận Mohács năm 1526.
Vào năm 1301, sau cái chết của Vua Andrew III, thành viên nam cuối cùng của Nhà Árpád, hậu duệ của Vua Stephen V từ Nhà Anjou ở Capetian: Vua Károly I là người lên ngôi ngai vàng. Tuy nhiên, ông đã phải lên ngôi đến ba lần, lý do bởi vì ông xảy ra mâu thuẫn với các quý tộc, những người không muốn chấp nhận sự cai trị của ông. Ông được tổng giám mục Esztergom đăng quang lần đầu tiên vào tháng 5 năm 1301 tại thành phố Esztergom, nhưng chỉ với một chiếc vương miện đơn giản. Điều này có nghĩa là hai trong số các điều kiện công nhận tính hợp pháp của việc lên ngôi không được đáp ứng. Sau đó, ông được tổng giám mục Esztergom đăng quang lần thứ hai vào tháng 6 năm 1309, nhưng tại thành phố Buda với một chiếc vương miện tạm thời, bởi vì Vương miện của Thánh Stephen vẫn chưa thuộc quyền sở hữu của ông. Cuối cùng, sau khi lấy được Vương miện, Charles đã được đăng quang lần thứ ba tại Nhà thờ chính tòa Székesfehérvár, bởi tổng giám mục Esztergom với Vương miện Thần thánh.
Sau cái chết của Vua Albert vào năm 1439, vợ ông Elizabeth của Luxembourg đã ra lệnh cho một trong những người hầu gái của bà đánh cắp Vương miện Thần thánh được lưu giữ trong lâu đài Visegrád để bà có thể phong vua cho đứa con trai mới sinh của mình là Vua Ladislaus V. Vua Matthias Corvinus lên ngôi vào năm 1458, nhưng mãi đến năm 1464 ông mới được trao vương miện sau khi lấy nó từ tay của Frederick III, Hoàng đế La Mã Thần thánh. Chỉ sau đó, Matthias mới có thể bắt đầu các cải cách thể chế tại Vương quốc và được coi là người cai trị hợp pháp của Hungary.
Khi Vương quốc Hungary bị quân đội Ottoman chiếm đóng vào năm 1526, các quốc vương Habsburg không thể đến thành phố Székesfehérvár để đăng quang. Vì vậy, vào năm 1563 Nhà thờ Thánh Martin ở Pressburg (ngày nay là Bratislava) trở thành nhà thờ đăng quang cho đến năm 1830 khi lễ đăng quang trở lại Székesfehérvár, nhưng không phải là nhà thờ lớn do Thánh Stephen xây dựng vì nó đã bị phá hủy, lý do bởi vì vào năm 1601 khi quân đội Thiên chúa giáo bao vây thành phố, người Ottoman sử dụng nhà thờ để chứa thuốc súng, và trong cuộc tấn công này tòa nhà đã bị phá hủy.

## Những yêu cầu pháp lý cho lễ đăng quang
Những người trị vì của Hungary không được coi là quốc vương hợp pháp cho đến khi họ được trao Vương miện Thần thánh của Hungary. Mặc dù phụ nữ không được xem là phù hợp cho ngai vàng, đã có hai nữ vương, Mária I và Mária II, đã lên ngôi vua của Hungary.
Ngay cả trong thời kỳ hợp nhất giữa Áo và Vương quốc Hungary, Hoàng đế Habsburg cũng phải lên ngôi Vua của Hungary để ban hành luật hoặc thực hiện các đặc quyền hoàng gia của mình. Người Habsburg duy nhất trị vì mà không đăng quang ở Hungary là Joseph II, người được gọi là kalapos király trong tiếng Hungary ("vua đội mũ"). Trước ông, John Sigismund Zápolya và Gabriel Bethlen được bầu làm vua, nhưng họ không bao giờ được đăng quang và vì vậy, cũng không được chấp nhận rộng rãi. Imre Thököly chỉ được Sultan Mehmed IV tuyên bố là Vua của Vùng Thượng Hungary mà không được đăng quang.
Những nghi thức cuối cùng như vậy diễn ra tại Budapest vào ngày 30 tháng 12 năm 1916, khi Hoàng đế Karl I của Áo và Hoàng hậu Zita lên ngôi với tư cách là Quốc vương Károly IV và Vương hậu Zita của Hungary. Buổi lễ diễn ra gấp rút vì chiến tranh và vì trong hiến pháp ghi rằng quốc vương Hungary phải phê duyệt ngân sách nhà nước trước khi kết thúc năm dương lịch. Tuy nhiên, lễ đăng quang của Charles IV đã được quay video lại, và đây là lễ đăng quang duy nhất của một vị vua Hungary từng được ghi chép theo cách này.
Đế chế Áo-Hung sụp đổ sau khi Chiến tranh thế giới thứ nhất kết thúc, mặc dù Hungary sau đó vẫn khôi phục lại chế độ quân chủ từ năm 1920-45, đồng thời cấm Charles trở lại ngai vàng. Một cuộc tiếp quản của cộng sản vào năm 1945 đã đánh dấu sự diệt vong của "vương quốc không có vua" này.

## Yêu cầu pháp lý trong thời Trung cổ
Vào cuối thế kỷ 13, Vương quốc Hungary quy định rằng ba yêu cầu sau đây phải được thực hiện khi một vị vua mới lên ngôi:
- Đăng quang bởi Tổng giám mục Esztergom;
- Đăng quang với Vương miện Thần thánh Hungary;
- Đăng quang ở Székesfehérvár.

Sau năm 1387, bầu chọn ra một vị vua mới trở thành tập quán, mặc dù yêu cầu này đã bị xoá bỏ khi nguyên tắc cha truyền con nối ra đời vào năm 1688. Kể từ đó, các vị vua được yêu cầu ban hành một tuyên bố chính thức thề tôn trọng hiến pháp của vương quốc.
Béla III của Hungary là người đầu tiên thực hiện yêu cầu đăng quang bởi Tổng giám mục Esztergom, đây là người đã được Tổng giám mục Kalocsa đăng quang dựa trên sự ủy quyền đặc biệt của Giáo hoàng Alexander III. Tuy nhiên, năm 1211, Giáo hoàng Innocent III đã tuyên bố rằng chỉ một mình Tổng giám mục Esztergom, và không có giám mục nào khác, được quyền trao vương miện cho Quốc vương Hungary.

## Lễ đăng quang
Nghi thức đăng quang của Hungary bám sát theo nghi thức La Mã về việc đăng quang của các vị vua (De Benedictione et Coronatione Regis).
Theo phong tục cổ đại, ngay trước lễ đăng quang, Tổng giám mục Esztergom sẽ trao Vương miện cho Bá tước Palatine (Nádor), người sẽ nâng nó lên trước mặt người dân xem và hỏi liệu họ có chấp nhận người được bầu làm vua không. Sau khi dân chúng hô: "Nhất trí, đức vua muôn năm!", một giám mục sẽ giới thiệu nhà vua với Tổng giám mục để yêu cầu ông nhân danh Giáo hội tiến hành lễ đăng quang. Đức Tổng Giám mục hỏi nhà vua ba câu hỏi — liệu ngài có đồng ý bảo vệ đức tin, đồng ý bảo vệ Giáo hội và đồng ý bảo vệ vương quốc không — với mỗi câu hỏi, nhà vua trả lời: "Tôi sẽ làm." Sau đó, nhà vua tuyên thệ: "Tôi, N., cam kết trước mặt Thiên Chúa và các thiên thần," v.v. Đức Tổng Giám mục nói lời cầu nguyện và nhà vua sẽ quỳ trước bàn thờ khi Kinh Cầu Các Thánh được cất lên. Sau đó, Đức Tổng Giám mục xức dầu cho nhà vua trên cánh tay phải và tiếp tục nói lời cầu nguyện.
Nhà vua được nhận thanh kiếm của Thánh Stephen và sẽ vung kiếm ba lần. Sau đó, Đức Tổng giám mục sẽ trao Vương miện thần thánh cho nhà vua và nói "Hãy chấp nhận chiếc vương miện hoàng gia này," v.v.
Một quả cầu được đặt vào tay trái của nhà vua và ông chính thức lên ngôi. Người dân sẽ chào mừng nhà vua bằng việc hô vang: "Cuộc sống, sức khỏe, hạnh phúc, chiến thắng!".
Tiếp theo, vị vua mới đăng quang sẽ đi lên một ngọn đồi được đắp từ đất của tất cả các vùng đất trong vương quốc. Trên đỉnh đồi, ông hướng thanh kiếm của hoàng gia ra bốn góc, thề sẽ bảo vệ vương quốc và tất cả thần dân của vương quốc. Các quý tộc và thần dân của vương quốc sẽ chào mừng vị vua mới của họ với ba tràng vỗ tay và bày tỏ lòng tôn kính với Đức vua.
Sau buổi lễ, cặp đôi hoàng gia được tổ chức một màn lễ hoành tráng trên đường tiến về lâu đài hoàng gia.

## Ngày đăng quang 1000–1916

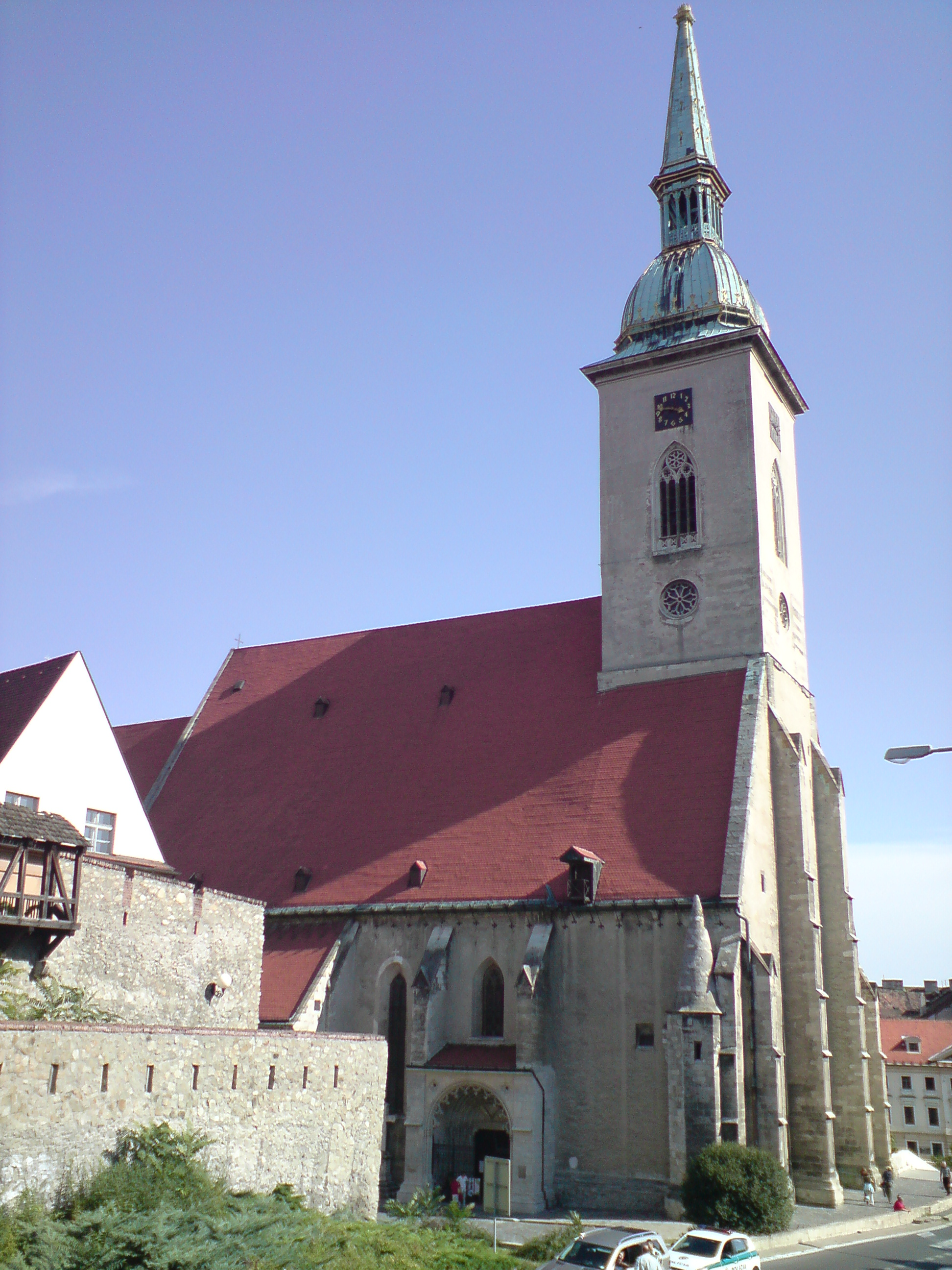
Nhà thờ thánh Martin ở Pozsony, nơi tổ chức các lễ đăng quang của Hungary từ năm 1563 đến năm 1830

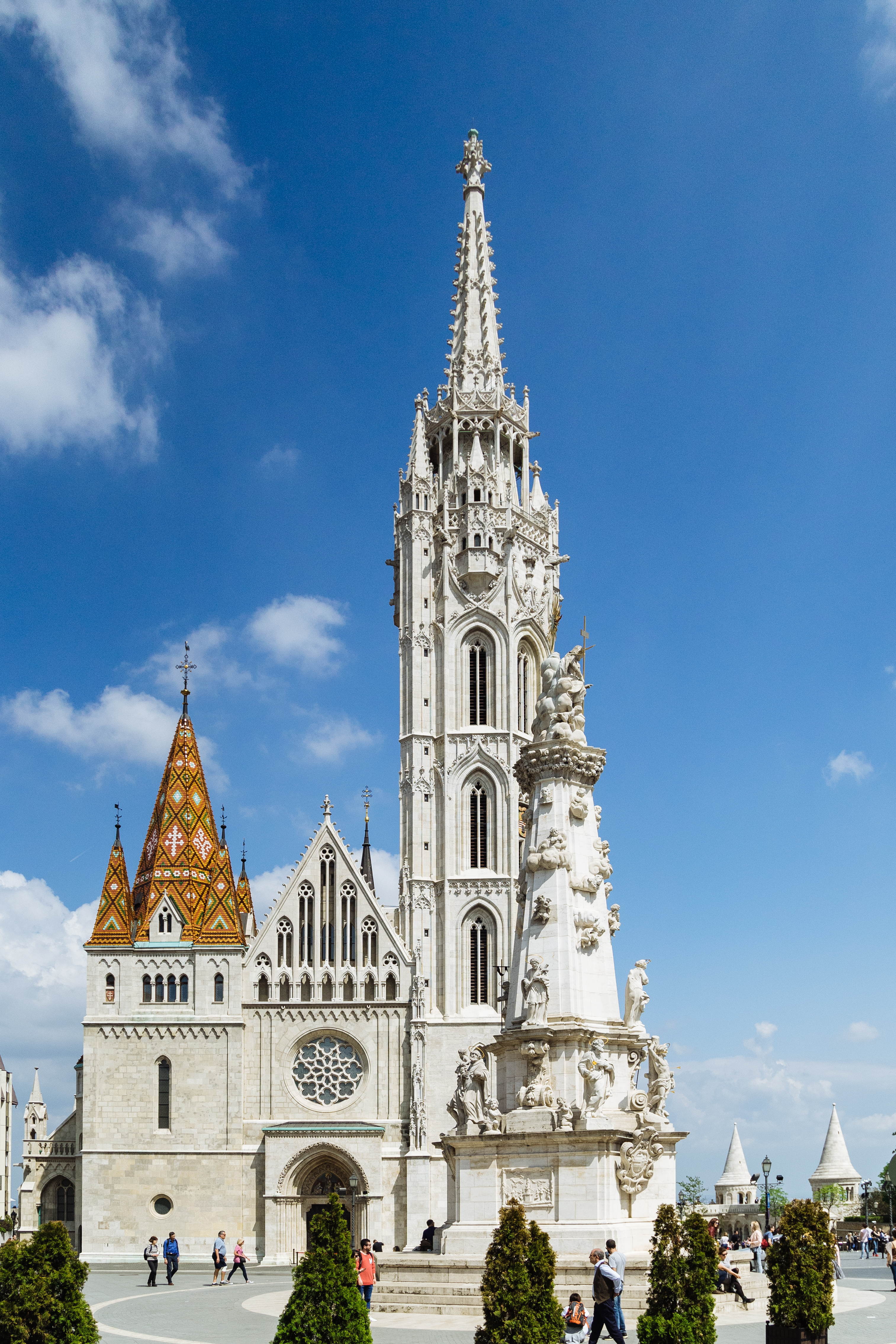
Nhà thờ Matthias ở Budapest, nơi diễn ra hai lễ đăng quang cuối cùng của người Hungary vào năm 1867 và 1916

### Cung điện ở Székesfehérvár
| Vai trò               | Tên                          | Ngày                      | Địa điểm                                  | Người bảo lãnh                                                                                       |
| --------------------- | ---------------------------- | ------------------------- | ----------------------------------------- | --- |
| Quốc vương            | Stephen I                    | 25/12/ 1000 hoặc 1/1/1001 | Székesfehérvár BasilicaEsztergom Basilica | Tổng giám mục của Esztergom                                                                          |
| Quốc vương            | Peter                        | 1038                      | Székesfehérvár Basilica                   | Tổng giám mục của Esztergom                                                                          |
| Quốc vương            | Andrew I                     | 1047                      | Székesfehérvár Basilica                   | Benedek-Beneta Tổng giám mục của Esztergom                                                           |
| Quốc vương            | Béla I                       | 1060                      | Székesfehérvár Basilica                   | Tổng giám mục của Esztergom                                                                          |
| Quốc vương            | Solomon                      | 1057 1064                 | SzékesfehérvárPécs                        | Tổng giám mục của Esztergom                                                                          |
| Quốc vương            | Géza I                       | 1075                      | Székesfehérvár Basilica                   | Nehemiah Tổng giám mục của Esztergom                                                                 |
| Quốc vương            | Ladislaus I                  | 1077                      | Székesfehérvár Basilica                   | Nehemiah (?) Tổng giám mục của Esztergom                                                             |
| Quốc vương            | Coloman                      | 1096                      | Székesfehérvár Basilica                   | Seraphin Tổng giám mục của Esztergom                                                                 |
| Quốc vương            | Stephen II                   | 1116                      | Székesfehérvár Basilica                   | Lawrence Tổng giám mục của Esztergom                                                                 |
| Quốc vương            | Béla II                      | 1131                      | Székesfehérvár Basilica                   | Felician Tổng giám mục của Esztergom                                                                 |
| Quốc vương            | Géza II                      | 1141                      | Székesfehérvár Basilica                   | Felician hoặc Macarius (?) Tổng giám mục của Esztergom                                               |
| Quốc vương            | Stephen III                  | 1162                      | Székesfehérvár Basilica                   | Lucas Tổng giám mục của Esztergom                                                                    |
| Vua đối lập           | Ladislaus II                 | 1162                      | Székesfehérvár Basilica                   | Mikó Tổng giám mục của Kalocsa                                                                       |
| Vua đối lập           | Stephen IV                   | 1163                      | Székesfehérvár Basilica                   | Mikó Tổng giám mục của Kalocsa                                                                       |
| Quốc vương            | Béla III                     | 1173                      | Székesfehérvár Basilica                   | chưa xác định (Chama?) Tổng giám mục của Kalocsa                                                     |
| Quốc vương            | Emeric                       | 1182                      | Székesfehérvár                            | Nicholas Tổng giám mục của Esztergom                                                                 |
| Quốc vương            | Ladislaus III                | 1204                      | Székesfehérvár Basilica                   | John Tổng giám mục của Kalocsa                                                                       |
| Quốc vương            | Andrew II                    | 1205                      | Székesfehérvár Basilica                   | John Tổng giám mục của Kalocsa                                                                       |
| Quốc vương            | Béla IV                      | 1235                      | Székesfehérvár Basilica                   | Robert Tổng giám mục của Esztergom                                                                   |
| Quốc vương            | Stephen V                    | 1246 1270                 | Székesfehérvár Basilica                   | Philip Türje Tổng giám mục của Esztergom (1270)                                                      |
| Quốc vương            | Ladislaus IV                 | 1272                      | Székesfehérvár Basilica                   | Philip Türje Tổng giám mục của Esztergom                                                             |
| Quốc vương            | Andrew III                   | 1290                      | Székesfehérvár Basilica                   | Lodomer Tổng giám mục của Esztergom                                                                  |
| Quốc vương            | Wenceslaus                   | 1301                      | Székesfehérvár Basilica                   | John Hont-Pázmány Tổng giám mục của Kalocsa                                                          |
| Quốc vương            | Otto                         | 1305                      | Székesfehérvár Basilica                   | Benedict RádGiám mục của VeszprémAnthonyGiám mục của Csanád                                          |
| Quốc vương            | Charles I                    | 1301 1309 1310            | EsztergomBudaSzékesfehérvár               | Gregory Bicskei Tổng giám mục của Esztergom (1301) Thomas Tổng giám mục của Esztergom (1309 và 1310) |
| Quốc vương            | Louis I                      | 1342                      | Székesfehérvár Basilica                   | Csanád Telegdi Tổng giám mục của Esztergom                                                           |
| Quốc vương (nữ vương) | Mária I                      | 1382                      | Székesfehérvár Basilica                   | Demetrius Tổng giám mục của Esztergom                                                                |
| Quốc vương            | Charles II                   | 1385                      | Székesfehérvár Basilica                   | Demetrius Tổng giám mục của Esztergom                                                                |
| Quốc vương            | Sigismund                    | 1387                      | Székesfehérvár Basilica                   | Benedict Himfi Giám mục của Veszprém                                                                 |
| Quốc vương            | Albert                       | 1438                      | Székesfehérvár Basilica                   | George Pálóci Tổng giám mục của Esztergom                                                            |
| Quốc vương            | Ladislaus V                  | 1440                      | Székesfehérvár Basilica                   | Dénes Szécsi Tổng giám mục của Esztergom                                                             |
| Quốc vương            | Vladislaus I                 | 1440                      | Székesfehérvár Basilica                   | Dénes Szécsi Tổng giám mục của Esztergom                                                             |
| Quốc vương            | Matthias I                   | 1464                      | Székesfehérvár Basilica                   | Dénes Szécsi Tổng giám mục của Esztergom                                                             |
| Quốc vương            | Vladislaus II                | 1490                      | Székesfehérvár Basilica                   | Oswald Túz Giám mục của Zagreb                                                                       |
| Quốc vương            | Louis II                     | 1508                      | Székesfehérvár Basilica                   | Tổng giám mục của Esztergom                                                                          |
| Quốc vương            | Ferdinand I                  | 1527                      | Székesfehérvár Basilica                   | Tổng giám mục của Esztergom, linh trưởng của Hungary                                                 |
| Vương hậu             | Anna của Bohemia and Hungary | 1527                      | Székesfehérvár Basilica                   | Tổng giám mục của Esztergom, linh trưởng của Hungary                                                 |

### Nhà thờ của thánh Martin ở Pozsony / Pressburg (nay là Bratislava)
- Maximilian (8 tháng 9, 1563)
  - Maria của Tây Ban Nha, vợ của Maximilian (ngày 9 tháng 9 năm 1563)
- Rudolf (ngày 25 tháng 9 năm 1572)
- Matthias II (ngày 19 tháng 11 năm 1608)
  - Anna của Tyrol, vợ của Matthias II (ngày 25 tháng 3 năm 1613)
- Ferdinand II (ngày 1 tháng 7 năm 1618)
  - Eleanor Gonzaga, vợ thứ hai của Ferdinand II (ngày 26 tháng 7 năm 1622)
  - Maria Anna người Tây Ban Nha, vợ đầu tiên của Ferdinand III (14 tháng 2 năm 1638)
- Ferdinand IV (ngày 16 tháng 6 năm 1647)
  - Eleanor Gonzaga, vợ thứ ba của Ferdinand III (ngày 6 tháng 6 năm 1655)
- Leopold I (ngày 27 tháng 6 năm 1655)
- Joseph I (ngày 9 tháng 12 năm 1687)
- Charles III (ngày 22 tháng 5 năm 1712)
  - Elisabeth Christine của Brunswick-Wolfenbuttel, vợ của Charles III (18 tháng 10 năm 1714)
- Mária II Terézia (ngày 25 tháng 6 năm 1741)
- Leopold II (ngày 15 tháng 11 năm 1790)
  - Maria Ludovika ở Austria-Este, vợ thứ ba của Francis I (ngày 7 tháng 9 năm 1808)
  - Caroline Augusta người Bavaria, vợ thứ tư của Francis I (ngày 25 tháng 9 năm 1825)
- Ferdinand V (28 tháng 9 năm 1830) [9]

### Nhà thờ Matthias ở Budapest
| Vai trò    | Tên                    | Ngày                 | Địa điểm                   | Người bảo lãnh                                                  |
| ---------- | ---------------------- | -------------------- | -------------------------- | --------------------------------------------------------------- |
| Quốc vương | Francis Joseph         | 8 tháng 6 năm 1867   | Nhà thờ Matthias, Budapest | János Simor Tổng giám mục Esztergom, linh trưởng của Hungary    |
| Vương hậu  | Elisabeth xứ Bayern    | 8 tháng 6 năm 1867   | Nhà thờ Matthias, Budapest | János Simor Tổng giám mục Esztergom, linh trưởng của Hungary    |
| Quốc vương | Charles IV             | 30 tháng 12 năm 1916 | Nhà thờ Matthias, Budapest | János Csernoch Tổng giám mục Esztergom, linh trưởng của Hungary |
| Vương hậu  | Zita của Borbone-Parma | 30 tháng 12 năm 1916 | Nhà thờ Matthias, Budapest | János Csernoch Tổng giám mục Esztergom, linh trưởng của Hungary |